# Bergnäskyrkan
Bergnäskyrkan är en av fem stadsdelskyrkor i Nederluleå församling i Luleå stift. Kyrkan ligger mitt på Trolleberg i stadsdelen Bergnäset i Luleå. Den invigdes den 29 augusti 1976.  

## Kyrkobyggnaden
Kyrkan är byggd i typisk 70-talsstil, med en stomme av trä och tegel, fasad av brunt tegel och taket klätt med papp. Arkitekt var Istvan Poroslay. I det kvadratiska kyrkorummet är väggarna klädda med brunt tegel och taket med naturfärgad träpanel. På Klinkergolvet står kopplade stolsrader. Ovanför altaret finns en rätvinklig glasutbyggnad. 